# Polysyncraton robustum
Polysyncraton robustum är en sjöpungsart som beskrevs av Kott 200. Polysyncraton robustum ingår i släktet Polysyncraton och familjen Didemnidae. Inga underarter finns listade i Catalogue of Life.